# Журавлинка (Кировоградская область)
Журавли́нка (укр. Журавлинка) — село в Голованевской поселковой общине Голованевского района Кировоградской области Украины.
Население по переписи 2021 года составляло 600 человек. Почтовый индекс — 26531. Телефонный код — 5252. Занимает площадь 2,63 км². Код КОАТУУ — 3521481801.